# قائمة زملاء الجمعية الملكية المنتخبين في 1911
هذه الصفحة تعرض قائمة زملاء الجمعية الملكية المُنتخبين لعام 1911.

## الزملاء
- أدريان براون [الإنجليزية]‏
- John Beresford Leathes [الإنجليزية]‏
- ريجنالد إنس بوكوك
- Herbert William Richmond [الإنجليزية]‏
- لورد كرومر
- ويليام لانغ [الإنجليزية]‏
- Howard Turner Barnes [الإنجليزية]‏
- Edward Alfred Minchin [الإنجليزية]‏
- Walter Ernest Dixon [الإنجليزية]‏
- Edmond Herbert Grove-Hills [الإنجليزية]‏
- ريتشارد ديكسون أولدهام
- Robert Muir (pathologist) [الإنجليزية]‏

## الأعضاء الأجانب
- جوزيف أخيل لو بيل